# شهرستان رنویل (داکوتای شمالی)
شهرستان رنویل، داکوتای شمالی (به انگلیسی: Renville County, North Dakota) یک سکونتگاه مسکونی در ایالات متحده آمریکا است که در داکوتای شمالی واقع شده‌است.

## خصوصیات
شهرستان رنویل ۲٬۳۱۰٫۲۸ کیلومترمربع مساحت دارد.